# Semicytherura ruggierii
Semicytherura ruggierii is een mosselkreeftjessoort uit de familie van de Cytheruridae. De wetenschappelijke naam van de soort is voor het eerst geldig gepubliceerd in 1956 door Pucci.